# Phymatopteris intermedia
Phymatopteris intermedia là một loài dương xỉ trong họ Polypodiaceae. Loài này được Ching Pic. Serm. mô tả khoa học đầu tiên năm 1973.